# Prydwen

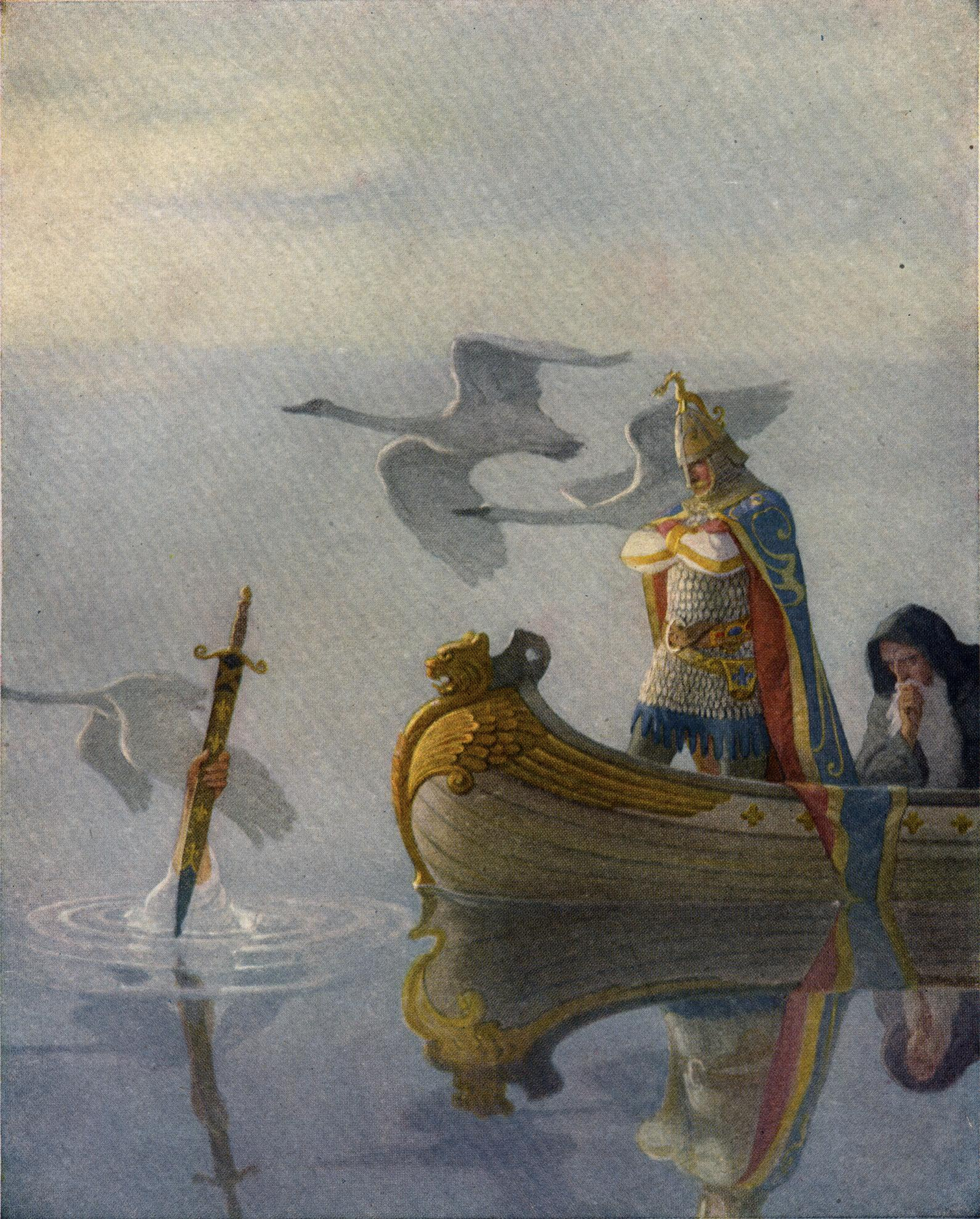
"Boys King Arthur", página 16. escrito e ilustrado por N. C. Wyeth.

 O Prydwen é um navio descrito no poema galês "Preiddeu Annwfn", responsável por levar o Rei Artur a "O Outro Mundo". Em "Culhwch and Olwen", o navio é utilizado em expedições à Irlanda (ilha). O cronista do Século XII, Geoffrey de Monmouth, nomeou o escudo de Arthur após ele. No Período moderno inicial, o folclore galês preferia dar ao navio de o nome Gwennan. No entanto, Prydwen retornou durante o último século em várias obras de ficção arturiana e cientifica.

## Preiddeu Annwfn
O Navio de Artur faz uma aparição precoce em "Preiddeu Annwfn" ("Os Despojos de Annwn"), um poema mitologia Galês de data incerta (possivelmente produzido entre os séculos IX e XII), preservado no Livro de Taliesin. O significado do poema é em muitos lugares obscuro, mas parece descrever uma viagem de Pridwen para Annwn, o outro mundo celta, para resgatar um prisioneiro lá mantido. Ele inclui duas linhas traduzidas por John K. Bollard como:
"Três cargas de navios de Prydwen nós partimos para lá; exceto sete, nenhum retornou de Caer Siddi"
E mais tarde novamente:
"Três cargas de Pridwen nós fomos com Arthur; exceto sete, nenhum retornou de Caer Goludd."
Uma tradução mais literal da primeira frase é "três plenitudes de Prydwen", mas não está claro se devemos entender isso como representando três viagens do Prydwen, uma única viagem do Prydwen triplamente sobrecarregado ou uma flotilha de três navios cada um dos quais contém tantos homens quantos preencheriam Prydwen.

## Culhwch e Olwen
O Prydwen aparece em três episódios do conto "Culhwch and Olwen", que alcançou sua forma final por volta de 1080 e 1110. Primeiro Artur vai para o Mar no Prydwen na tentativa de capturar a Cadela Rhymhi e seus Filhotes. Em seguida, ele e uma pequena força navegam no Prydwen até a Irlanda, tomam o caldeirão de Diwrnach como Saque e retornam de volta para o País de Gales. Por fim, o Rei Artur e todos os guerreiros da Grã-Bretanha retornam à Irlanda em busca do javali Twrch Trwyth, e quando o javali e seus leitões nadam para o País de Gales, eles o seguem no Prydwen.

## Godofredo de Monmouth
Na "Historia Regum Britanniae" de Godofredo de Monmouth, escrita por volta da década de 1130, ele menciona as armas de Artur, nomeando seu escudo como Pridwen. A razão por trás disso é incerta, mas pode ser que ele tenha considerado apropriado um nome que significa "rosto bonito" para um escudo que, segundo ele, era adornado com uma imagem da Virgem Maria. Também foi sugerido que Prydwen, como um objeto mágico na tradição galesa, poderia ser tanto um escudo quanto um navio.

## Na tradição popular
Outras evidências para a existência precoce da tradição do Prydwen vêm de um documento no Liber Landavensis do Século XII, que registra o topônimo "messur pritguenn", "a Medida de Prydwen".
Em um manuscrito do Século XVI (British Library, Manuscritos adicionais. 14866), Caswennan, o nome de um banco de areia em Gwynedd, é explicado como "um lugar odioso para navios, perto de Bardsey e Llŷn; ali o navio de Arthur chamado Gwennan foi destroçado". Em 1742, o Hidrógrafo e Antiquário Lewis Morris descobriu que a mesma tradição ainda estava viva naquela localidade. O Poeta Evan Evans  repetiu essa história em 1764, mas fez de "Caswennan" o nome do navio. Iolo Morganwg (1747-1826), Antiquário e falsificador, listou sete dos navios pertencentes ao Rei Artur que "conduziram os Santos até Ynys Enlli". Ele incluiu o Gwennan, mas não o Prydwen; os outros seis nomes eram puramente imaginativos. Em outras fontes, o navio Gwennan Gorn, destroçado em Caswennan, é dito ter pertencido não ao Rei Artur, mas ao príncipe Madog ab Owain Gwynedd.

## Aparições recentes
O Poema "The Sailing of Hell Race" de John Masefield, em seu "Midsummer Night and Other Tales in Verse" (1928), conta uma história baseada no Preiddeu Annwfn, embora o navio de Artur seja aqui chamado de "Britain". Alan Lupack sugere que isso é uma brincadeira com os nomes "Prydwen" e "Prydain", o nome galês para a Grã-Bretanha.
No Romance de H. Warner Munn de 1939, "King of the World's Edge", Artur e seus companheiros atravessam o Atlantico no Prydwen. "Silver on the Tree" (1977) de Susan Cooper, o último de seus cinco Romances arthurianos para Crianças, termina com o Rei Artur navegando para o desconhecido em seu navio Pridwen. O Romance "The Wandering Fire" (1986) de Guy Gavriel Kay, o segundo de sua sequência Fionavar Tapestry, apresenta Prydwen em outra busca por um caldeirão mágico; o terceiro e último Romance, "The Darkest Road" (1986), termina enquanto Prydwen leva Artur, Guinevere e Lancelot para longe sobre mares fantásticos. Em "The Hedge of Mist" (1996) de Patricia Kennealy-Morrison, o último Romance em uma trilogia arturiana de Ficção científica, Prydwen é um das Espaçonave de Artur.
A Música "The Prydwen Sails Again", do álbum "The Trial of Lancelot" de Heather Dale, novamente coloca Prydwen no contexto da viagem para Caer Siddi.
No Romance de Ficção histórica arturiana "The Retreat to Avalon" de Sean poage, o navio do Rei Artur é representado como um Barco Romana tardia chamada Prydwen.
Na série de Jogos eletrônicos Pós-apocalípticos Fallout, existe uma aeronave atompunk chamada The Prydwen, o Prydwen é um Dirigível da facção "Irmandade do Aço", modificado e blindado, que navega pelos céus do Jogo. A embarcação desempenha várias funções para a Irmandade, incluindo as de porta-aviões, centro de comando, clínica, alojamento de pessoal, compartimento de manutenção de equipamentos e instalações de pesquisa. Efetivamente, é uma base militar aérea. Após o "Sole Survivor" (Nome dado ao protagonista de Fallout 4) sair de Forte Hagen durante a missão "Reuniões", ele será ancorado à torre de controle de tráfego aéreo no Aeroporto de Boston. quando o(a) protagonista pergunta sobre o nome, é informado que foi inspirado em "uma obra de ficção histórica [...] sobre um homem destinado a se tornar rei, e sua jornada para libertar seu povo da tirania e opressão".
Além disso, na série de televisão Fallout ambientado no mesmo universo, em 2296, a Prydwen foi realocada da Costa Leste para a Costa Oeste, viajando para uma base da Irmandade em uma localização desconhecida com sua frota de "vertibirds" (helicópteros futuristas do universo de Fallout) transportando um pelotão de cavaleiros. Os cavaleiros logo receberam escudeiros para ajudar a concluir sua missão de localizar o Dr. Siggi Wilzig, um desertor do Enclave (O Enclave é uma organização paramilitar cujas origens remontam o Deep state Americano pré-guerra, composto por figuras políticas, militares e corporativas de alto escalão dos Estados Unidos.) que foi encontrado tentando escapar para a Califórnia. 
Posteriormente, no mesmo ano, o dirigível e sua frota seguiram para Filly, onde a Irmandade estabeleceu controle sobre a cidade. Logo em seguida, foram deslocados para o Observatório Griffith, dando início à operação para capturar a tecnologia de fusão a frio dos remanescentes da República da Nova Califórnia, liderados por Lee Moldaver.